# Volutina
Volutina — рід грибів родини Nectriaceae. Назва вперше опублікована 1902 року.

## Класифікація
До роду Volutina відносять 2 види:
- Volutina concentrica
- Volutina indica